# حارة 22 مايو (صنعاء)
22 مايو هي إحدى حارات حي سدس احداق بمدينة الروضة (شمال صنعاء) التابعة لمحافظة أمانة العاصمة، بلغ تعداد سكانها 376 نسمة حسب تعداد اليمن لعام 2004.